# جون تورنر (ممثل)
جون تورنر (بالإنجليزية: John Turner)‏ هو ممثل بريطاني، ولد في 7 يوليو 1932 بلندن في المملكة المتحدة.

## وصلات خارجية
- جون تورنر على موقع IMDb (الإنجليزية)
- جون تورنر على موقع ميوزك برينز (الإنجليزية)
- جون تورنر على موقع قاعدة بيانات برودواي على الإنترنت (الإنجليزية)
- جون تورنر على موقع ديسكوغز (الإنجليزية)
- جون تورنر على موقع قاعدة بيانات الفيلم (الإنجليزية)